# Nines
Nines (Dolls en V.O.) és una pel·lícula de terror estatunidenca de sèrie B estrenada el 1987 dirigida per Stuart Gordon i protagonitzada per Carrie Lorraine i Stephen Lee. El rodatge va tenir lloc a Itàlia el 1985. Ha estat doblada al català

## Argument
Durant una forta tempesta, un grup de sis persones busquen refugi en una casa de camp gòtica propietat de Gabriel i Hilary Hartwicke (Guy Rolfe i Hilary Mason) una parella d'ancians dedicats a la fabricació i restauració de nines. Entre els hostes es troben Judy Bower (Carrie Lorraine), filla de David i la seva abusiva madrastra: Rosemary (Ian Patrick Williams i Carolyn Purdy Gordon) a més de Ralph (Stephen Lee) que ve acompanyada per dos autoestopistes d'estètica punky: Isabel i Enid (Bunty Bailey i Cassie Stuart).
Mentre els amos els ensenyen la casa, descobreixen que totes les sales estan plenes de joguines de gran bellesa, però que amaguen un costat pervers, ja que tenen la capacitat de cobrar vida i comencen a atacar un a un a tot aquell que sembla mancat de moral i escrúpols. Tot comença quan Judy descobreix com els ninots maten a una de les joves quan tractava de robar a la casa davant la mirada horroritzada de la petita que dona la veu d'alarma a Ralph, qui malgrat la seva edat sembla conservar el seu "nen interior" i als seus pares, els quals es neguen a creure-la fins que pateixen el càstig dels ninots per la seva falta d'afecte cap a ella (en primer lloc, la madrastra puja a les golfes on és assetjada per les joguines fins que mor en caure per una finestra i Gabriel es converteix en un ninot després de trencar-ne uns quants per defensar-se).
No obstant això, la maldat dels ninots no ho resulta ser respecte a Judy (per la seva ànima innocent) i Ralph (per conservar la seva innocència), per la qual cosa els deixen marxar sabent que els ninots són en realitat les ànimes de gent freturosa de moral que es veuen forçades a viure dins d'una joguina a l'espera d'una segona oportunitat per demostrar les seves bondats. És llavors quan els Srs. Hartwickle els expliquen que tenen el do de donar una oportunitat a tot aquell que vagi per mal camí per salvar-se, mentre que els altres, com els pares de Judy i les joves punkies es veuen condemnats a viure com a joguines.
L'endemà al matí Ralph es desperta i recorda tot com un malson fins que el Sr. Hartwickle li fa lliurament d'una carta en la qual indica que el seu pare ha decidit deixar a la seva filla enrere en admetre no haver estat un bon pare cedint-li la tutela a Ralph, el qual ha de portar-la a Boston on viu la seva mare biològica i encara que Ralph creu que la carta ha estat escrita pels habitants, decideixen anar-se'n junts al mateix temps que arriba una altra família disfuncional després d'haver tingut problemes amb el seu cotxe.

## Repartiment
- Ian Patrick Williams: David Bower
- Carolyn Purdy Gordon: Rosemary Bower
- Carrie Lorraine: Judy Bower
- Guy Rolfe: Gabriel Hartwicke
- Hilary Mason: Hilary Hartwicke
- Bunty Bailey: Isabel
- Cassie Stuart: Enid
- Stephen Lee: Ralph Morris

## Rebuda
Les crítiques per part de la crítica van ser en la seva majoria positives: en la website Rotten Tomatoes va obtenir una valoració del 63% entre tots els comentaris. Des d'Ain't It Cool News en la seva crítica sobre l'edició DVD van declarar: "és una pel·lícula que compleix amb totes les expectatives que les actuals produccions no aconsegueixen". D'altra banda, Roger Ebert va declarar que: "en un moment els ninots només eren un concepte" i va afegir que "no és prou enginyosa per sorprendre'ns". Jeff Colebank d'Horrornews.net va qualificar al matrimoni de les joguines com a "una de les tretze millors parelles del cinema de terror". Robert Firsching d'Allmovie va comentar que: "malgrat el baix pressupost del film, no es pot negar la serietat amb la qual es va filmar un adorable i modern conte de fades i que tan sol va tenir unes petites fallades que van comportar que no fos un clàssic." A ''From the Mind of Tatlock'' van fer una ressenya positiva posant l'accent en l'argument i diverses escenes on es barreja el terror i l'humor.